# 莱夫·萨皮耶哈
莱夫·萨皮耶哈（波蘭語：Lew Sapieha，羅馬化：Lieŭ Sapieha，1557年4月4日—1633年7月7日），波兰立陶宛联邦贵族、政治家，曾任波兰王室总理大臣、立陶宛大公国总理大臣、维尔纽斯省总督、立陶宛大盖特曼等职务。
萨皮耶哈被后世广泛视为波兰立陶宛联邦伟大的政治人物。作为一名富有权势和财富的大贵族，他以其智慧而闻名，同时他也是立陶宛大公国全盛时期最为杰出的领袖之一。萨皮耶哈是鲁塞尼亚人，现代白俄罗斯的文献资料多视其为白俄罗斯人，然而这些资料中关于立陶宛大公国的记载往往被大肆歪曲，并不被波兰和立陶宛的历史学家承认。

## 生平
1557年4月4日，莱夫·萨皮耶哈出生于立陶宛维捷布斯克附近的阿斯特鲁纳，其父亲为伊万·萨皮耶哈（Iwan Sapieha），母亲为博格丹·德鲁卡·科诺普卡（Bohdana Drucka Konopka）。其所属的萨皮耶哈家族在当时并不属于立陶宛上层贵族。1570年至1573年间，萨皮耶哈出国到莱比锡留学，期间由东正教皈依归正宗。
1579年，萨皮耶哈凭借与拉齐维乌家族之间的关系，得以进入斯特凡·巴托里的宫廷，被授予王家朝臣头衔，同年参加了波洛茨克围城战。1580年1月30日，他被任命为王室书记官。1582年，他开始担任众议院议员。1584年，萨皮耶哈被派往莫斯科，促成了波兰立陶宛联邦与俄罗斯沙皇国两国间政治联盟的形成。
1585年2月2日，萨皮耶哈就任立陶宛大公国副总理大臣。1585年3月至1586年5月间，他同时担任立陶宛国库主任。在这一时期，他积极参与宫廷事务，很大程度上影响了波兰立陶宛联邦的东方政策。1586年，因有感于新教阵营内矛盾丛生，他决定皈依罗马天主教，并成为一名虔诚信徒。
1587年初，他作为立陶宛的代表，与扬·赫莱博维奇和博格丹·萨皮耶哈一起参加众议院会议。起初，他支持沙皇費奧多爾一世竞选波兰王位，但当局势向有利于齐格蒙特·瓦萨的方向发展时，他改而保持中立，不参加选举。直到1587年12月，他才前往克拉科夫，并于次年1月与国王谈判，以换取对立陶宛新法典的承认。整个1588年，他基本留在克拉科夫的宫廷，从而巩固了自己的地位。1589年，萨皮耶哈就任立陶宛总理大臣，并参与签署了《比托姆和本津条约》。1589年5月，国王派他与塞维林·博纳（Seweryn Boner）一同前往里加，以恢复城市秩序。在1590年的众议院会议期间，他说服有返回瑞典想法的国王齐格蒙特三世留在波兰。
1595年9月，在克拉科夫期间，萨皮耶哈参加了关于波兰立陶宛联邦境内的東正教教會與拉丁教會合并相关事宜的会谈，从而促成了1596年的布熱斯科教會聯合，并因此收到了教宗的感谢信。1597年，他再度进入众议院。1598年，他负责护送国王齐格蒙特三世前往格但斯克，并借给国王15,000兹罗提。
1598年，俄罗斯沙皇費奧多爾一世去世，萨皮耶哈支持齐格蒙特三世继承俄罗斯沙皇之位，但最终由鲍里斯·费奥多罗维奇·戈东诺夫继位，于是萨皮耶哈改而考虑让戈东诺夫之女克谢尼娅与波兰国王结婚，然而这一提议同样以失败告终。1600年春季的众议院会议后，他被派往莫斯科，意图阻止俄罗斯与瑞典结盟。1601年3月，他参与了波俄停战协定的签署，此后两国休战达20年。回国后，他随即前往利沃尼亚参加对瑞典的战争。1603年，萨皮耶哈再次参加众议院会议。1606年，米科瓦伊·泽布日多夫斯基因对国王齐格蒙特三世不满而发动叛乱，在立陶宛地区获得了大力支持，但萨皮耶哈选择支持国王一方，并通过在叛军间的影响力，促成双方签署协定。
1607年，伪沙皇德米特里一世倒台，萨皮耶哈认为应该趁此时发动对俄战争，以彻底解决两国之间的问题。1609年，战争爆发，萨皮耶哈参战，1611年随齐格蒙特三世从莫斯科返回本土。1613年至1615年间，他再次负责制定波兰立陶宛联邦的东方政策，与俄罗斯进行进一步的谈判，以交换俘虏、缔结永久休战协议。1616年，他参与筹备新一轮莫斯科远征。1617年夏季，远征正式开始，萨皮耶哈随行，但在当年年底，在王子瓦迪斯瓦夫的要求下，他返回华沙，参加次年2月的众议院会议，以获取战争所需的军事援助，但成效有限，后于10月返回莫斯科附近的军营。
远征结束后，1619年2月，萨皮耶哈返回华沙宫廷，并于次年2月陪同国王前往立陶宛地区。在1620年的众议院会议上，他重点强调了奥斯曼帝国的威胁。1623年，他被任命为维尔纽斯省总督，同时负责安抚对布熱斯科教會聯合感到不满的东正教神职人员。1625年7月25日，萨皮耶哈被授予立陶宛大盖特曼之位，由于年事已高，他将军事指挥权交给了其子扬·斯坦尼斯瓦夫·萨皮耶哈，但由于扬·斯坦尼斯瓦夫军事能力平庸，致使其在1626年1月17日的瓦尔莫扎战役中被瑞典军队击败。
1626年，萨皮耶哈参加了众议院会议，在会议上为其子的无能辩护，并于同年7月决定将军队的实际指挥权移交给亚历山大·戈谢夫斯基。由于连续遭遇失败，萨皮耶哈开始考虑通过外交途径解决冲突。1627年1月27日，波兰与瑞典双方达成休战协议。在1631年的众议院会议上，他建议让齐格蒙特三世继承瑞典国王之位。1632年，萨皮耶哈在众议院会议上提议将外国的候选人排除在下一任国王选举之外，同年4月19日，齐格蒙特三世逝世，萨皮耶哈在国王选举中代表维尔纽斯省支持瓦迪斯瓦夫四世。
1633年7月7日，萨皮耶哈在维尔纽斯逝世，享年76岁，葬于圣弥额尔教堂。